# Skarphäll

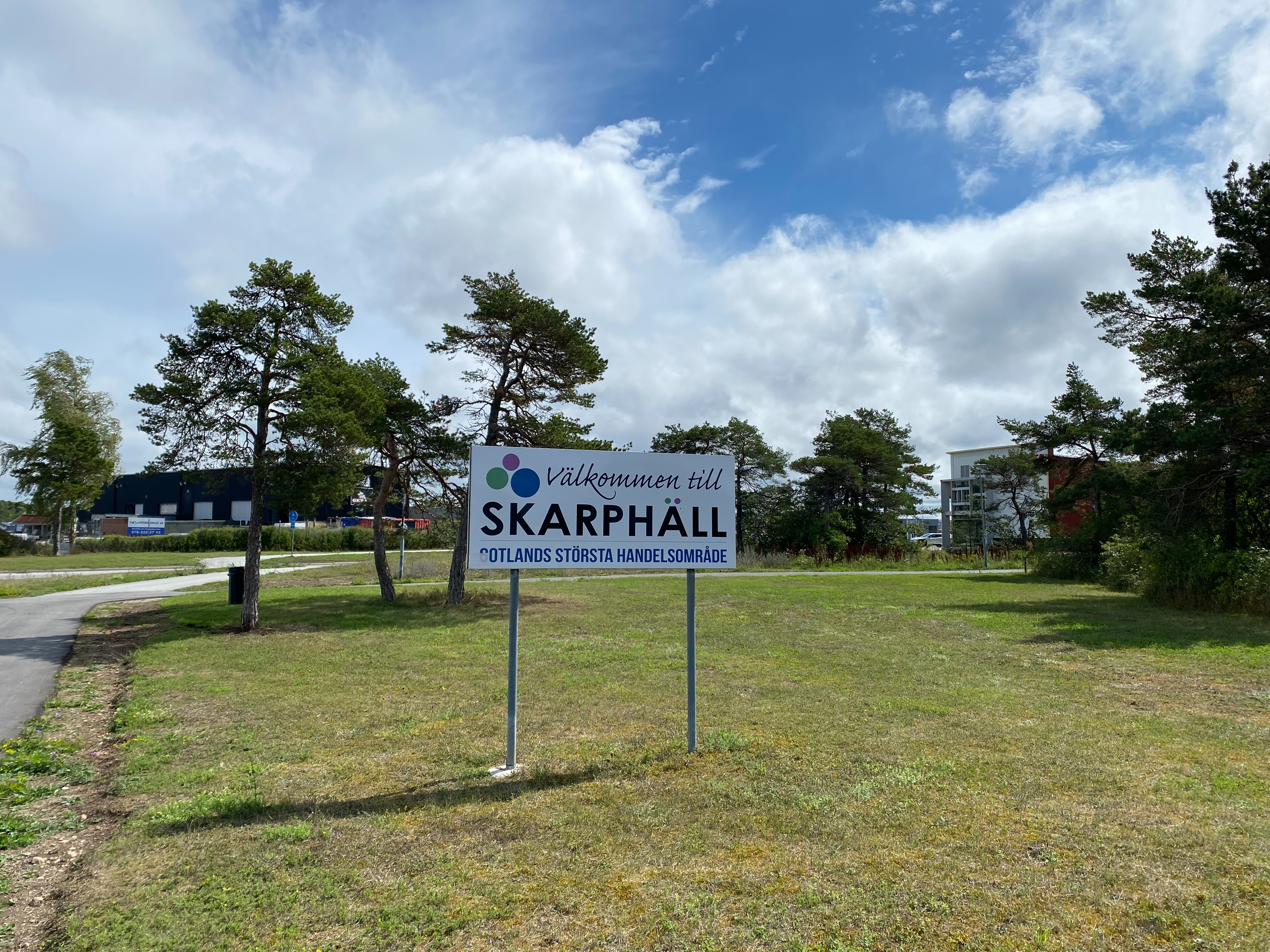
Skylt vid infarten till Skarphäll handelsområde.

Skarphäll är ett handels- och industriområde i östra Visby på Gotland, beläget längs Visbyleden, cirka 3 km öster om stadens centrum. Området är ett av Visbys största externa handelskluster och hyser över 60 företag med omkring 600 arbetsplatser..

## Historia
Under större delen av 1900‑talet bestod området av jordbruks‑ och skogsmark. I början av 1970‑talet fastställde Visby kommun en stadsplan där en stor del av marken klassades som industrimark, medan resterande del räknades som park‑ och gatumark. Kort därefter påbörjades byggnationen på Skarphäll, och delar av den tidigare industrimarken omvandlades till handelsändamål.
Området växte successivt under 1970‑ och 1980‑talen till att bli en blandad zon med detaljhandel, kontor, sportanläggningar och bilrelaterade verksamheter. Företagarföreningen Skarphäll City omfattade enligt Ladingen cirka 60 företag år 2025. Området räknas som ett av Visbys största externa handelskluster.
Flera större aktörer har etablerat sig i området genom åren, men vissa har också lämnat. Elektronikkedjan Elgiganten drev butik i Skarphäll fram till omkring 2018, då lokalerna såldes i en större fastighetsaffär. Även bilföretaget Lundins Bilpartner fanns tidigare i området, men verksamheten flyttades 2025 i samband med att flera bilhandlare slogs ihop i nya lokaler.

## Verksamheter
Längs Skarphällsgatan, som utgör områdets huvudgata, finns flera etablerade verksamheter, bland annat:
- Willys – livsmedelsbutik med e-handelsutlämning.[7]
- Kronans Apotek – apotek i anslutning till Willys.[8]
- Padel Sports Club Visby – sportanläggning för padel.[9]
- Rusta – lågprisvaruhus med heminredning och fritidsprodukter.[10]
- Lager 157 – klädbutik inriktad på basplagg.[11]